# Manchild (canción de Sabrina Carpenter)
«Manchild» es una canción interpretada por la cantautora estadounidense Sabrina Carpenter e incluida del sencillo principal de su próximo séptimo álbum de estudio Man's Best Friend (2025). Ella coescribió y coprodujo la canción con Jack Antonoff, mientras que Amy Allen proporcionó composiciones adicionales. Salió a la venta el 5 de junio de 2025 a través de Island Records. El vídeo musical que la acompaña se estrenó el 6 de junio.
La canción fue descrita como un tema de pop y synth pop con influencias country y energía de música disco. Desde el punto de vista lírico, critica con humor a un exnovio inmaduro a través de melodías alegres. «Manchild» fue número uno en las listas de Irlanda, Reino Unido y Estados Unidos, y alcanzó el posicionarse entre los 10 mejores en Australia, Canadá, Nueva Zelanda, Filipinas, Portugal y Singapur, así como los 20 mejores en Austria, Alemania, Islandia, Malasia, Países Bajos, Noruega, Suecia y Emiratos Árabes Unidos.

## Publicación y promoción
El 2 de junio de 2025, Carpenter compartió un enigmático post en Instagram en el que insinuaba el lanzamiento de nueva música. La cantante publicó un vídeo de adelanto en el que aparecía de pie en el arcén de una carretera vestida con Daisy Dukes, esperando a que un camión la llevara a casa. Al final del vídeo, que por lo demás es mudo, se la oye decir «oh boy». Ese mismo día aparecieron vallas publicitarias en todo Estados Unidos con referencias a un nuevo proyecto. Las vallas mostraban varias frases de la próxima canción.
Carpenter anunció oficialmente la canción el 3 de junio en sus redes sociales, acompañada de la leyenda «This one's about you». También compartió la portada, una instantánea tomada del vídeo del tráiler, que muestra a la cantante haciendo autostop en la carretera, con una camisa blanca de botones y el título de la canción en amarillo a la derecha. Tras anunciar la canción, se puso a la venta en un vinilo transparente de 7 pulgadas, con una cara B titulada «Inside of Your Head When You've Just Won an Argument with a Man». Para apoyar el lanzamiento, los aficionados organizaron una experiencia de autocine en Nueva York el 6 de junio, en homenaje a la sensación «cinematográfica» del lanzamiento del proyecto.

## Composición
«Manchild» ha sido descrito como un tema de pop y synth-pop con influencias country con una «energía disco agradable».  Varios medios compararon la canción con el sencillo de Carpenter de 2024, «Please Please Please». La canción trata de un exnovio patético al que Carpenter «ataca cómicamente». A lo largo de la canción, la cantante lanza «insultos sobre melodías dulces y optimistas», lanzando «coplas fulminantes».

## Video musical
El 6 de junio de 2025 se estrenó un vídeo musical dirigido por Vania Heymann y Gal Muggia. El vídeo, inspirado en el trepidante montaje de los tráileres cinematográficos, muestra a Carpenter haciendo autostop por el Oeste americano con una «variada cosecha de hombres» (algunos de los cuales utilizan extraños medios de transporte, como una moto acuática, un carrito de la compra acoplado a una motocicleta y un sillón reclinable motorizado) y metiéndose en situaciones estrafalarias y peligrosas (como empuñar una escopeta, caer por un acantilado y encontrarse con una orca).

## Recepción comercial
En Estados Unidos, «Manchild» debutó en el primer puesto del Billboard Hot 100, lo que supuso para Carpenter su segundo sencillo número uno y su primer debut en el número uno. La canción también debutó en el primer puesto de la UK Singles Chart, poniendo fin a la racha récord de 12 semanas de Alex Warren en el primer puesto de la lista con «Ordinary» y convirtiéndose en el cuarto sencillo número uno de Carpenter y su segundo debut en el número uno, después de «Taste». En Brasil, la canción debutó en el número 38 de la lista Brasil Hot 100. Tuvo menos éxito en el sudeste y oeste de Europa, alcanzando el número 87 en Francia, convirtiéndose en la canción más baja de Carpenter desde «Taste» en este país, mientras que alcanzó el número 48 en España y el 97 en Italia.

## Presentaciones en vivo
Carpenter interpretó «Manchild» por primera vez en el festival Primavera Sound el 6 de junio de 2025.

## Personal
Créditos adaptados de Tidal.
- Sabrina Carpenter – voces, voces de fondo, composición de canciones, producción, percusión
- Jack Antonoff – producción, composición, programación, voz de fondo, guitarra acústica, banjo, bajo, batería, guitarra eléctrica, percusión, sitar, sintetizador, ingeniería
- Amy Allen – composición, voces de fondo, percusión
- Rachel Antonoff – voces de fondo, percusión
- Sean Hutchinson – tambores, percusión, ingeniería
- Greg Leisz – guitarra eléctrica, phin
- Jack Manning – percusión, remezcla, ingeniería secundaria
- Michael Riddleberger – percusión, ingeniería
- Oli Jacobs – percusión, ingeniería
- Laura Sisk – ingeniería
- Jozeph Caldwell – ingeniería
- Joey Miller – grabación, ingeniería secundaria
- Kellie McGrew – grabación, ingeniería secundaria
- Serban Ghenea – mezcla
- Bryce Bordone – mezcla
- Ruairi O'Flaherty – masterización

## Posicionamiento en listas
| Lista (2025)                                | Mejor posición |
| ------------------------------------------- | -------------- |
| Alemania (Offizielle Deutsche Charts)       | 17             |
| Australia (ARIA)                            | 2              |
| Austria (Ö3 Austria Top 40)                 | 19             |
| Bélgica (Flandes) (Ultratop 50)             | 15             |
| Brasil (Brasil Hot 100)                     | 38             |
| Canadá (Canadian Hot 100)                   | 2              |
| Corea del Sur (BGM) (Circle)                | 114            |
| Corea del Sur (Download) (Circle)           | 139            |
| Croacia (International Airplay) (Top lista) | 32             |
| Dinamarca (Tracklisten)                     | 23             |
| Emiratos Árabes Unidos (IFPI)               | 13             |
| Eslovaquia (Singles Digitál Top 100)        | 43             |
| España (PROMUSICAE)                         | 48             |
| Estados Unidos (Billboard Hot 100)          | 1              |
| Estados Unidos (Adult Top 40)               | 20             |
| Estados Unidos (Mainstream Top 40)          | 17             |
| Estonia (Airplay) (TopHit)                  | 84             |
| Filipinas (IFPI)                            | 14             |
| Filipinas (Philippines Hot 100)             | 10             |
| Finlandia (OFC)                             | 37             |
| Francia (SNEP)                              | 87             |
| Global 200 (Billboard)                      | 2              |
| Grecia (International) (IFPI)               | 5              |
| Hong Kong (Billboard)                       | 23             |
| Irlanda (IRMA)                              | 1              |
| Islandia (Tónlistinn)                       | 12             |
| Italia (FIMI)                               | 97             |
| Japón (Japan Hot 100)                       | 73             |
| Letonia (Latvia Airplay) (LaIPA)            | 11             |
| Letonia (Latvia Streaming) (LaIPA)          | 15             |
| Lituania (AGATA)                            | 33             |
| Lituania (Lithuania Airplay) (TopHit)       | 38             |
| Luxemburgo (Billboard)                      | 24             |
| Malasia (IFPI)                              | 20             |
| Malasia (International) (RIM)               | 11             |
| Noruega (IFPI Norge)                        | 12             |
| Nueva Zelanda (Recorded Music NZ)           | 2              |
| Países Bajos (Dutch Top 40)                 | 34             |
| Países Bajos (Mega Single Top 100)          | 16             |
| Panamá (PRODUCE)                            | 30             |
| Polonia (Polish Streaming Top 100)          | 22             |
| Portugal (AFP)                              | 8              |
| Reino Unido (UK Singles Chart)              | 1              |
| República Checa (Singles Digitál Top 100)   | 64             |
| Singapur (RIAS)                             | 7              |
| Suecia (Sverigetopplistan)                  | 13             |
| Suiza (Schweizer Hitparade)                 | 25             |
| Venezuela (Record Report)                   | 39             |
| Venezuela (Venezuela Anglo)                 | 5              |

## Historial de lanzamientos
| Región         | Fecha              | Formato(s)                 | Discográfica    | Ref.   |
| -------------- | ------------------ | -------------------------- | --------------- | ------ |
| Varios         | 5 de junio de 2025 | Descarga digital streaming | Island          | [ 79 ] |
| Estados Unidos | 6 de junio de 2025 | 7 pulgadas                 | Island          | [ 80 ] |
| Italia         | 6 de junio de 2025 | Airplay                    | Island          | [ 81 ] |
| Estados Unidos | 6 de junio de 2025 | Contemporary hit radio     | Island Republic | [ 82 ] |